# Distorsio parvimpedita
Distorsio parvimpedita là một loài ốc biển kích thước trung bình-nhỏ, là động vật thân mềm chân bụng sống ở biển trong họ Personidae.